# Distrito electoral de Dixon (Illinois)
Dixon (en inglés: Dixon Precinct) es un distrito electoral ubicado en el condado de Edwards en el estado estadounidense de Illinois. En el Censo de 2010 tenía una población de 276 habitantes y una densidad poblacional de 4,43 personas por km².

## Geografía
Dixon se encuentra ubicado en las coordenadas 38°17′32″N 88°5′24″O / 38.29222, -88.09000. Según la Oficina del Censo de los Estados Unidos, Dixon tiene una superficie total de 62.32 km², de la cual 62.28 km² corresponden a tierra firme y (0.05%) 0.03 km² es agua.

## Demografía
Según el censo de 2010, había 276 personas residiendo en Dixon. La densidad de población era de 4,43 hab./km². De los 276 habitantes, Dixon estaba compuesto por el 98.19% blancos, el 1.09% eran afroamericanos, el 0% eran amerindios, el 0.72% eran asiáticos, el 0% eran isleños del Pacífico, el 0% eran de otras razas y el 0% pertenecían a dos o más razas. Del total de la población el 0% eran hispanos o latinos de cualquier raza.